# Viktor Kalivoda
Viktor Kalivoda (11. září 1977 Slaný – 26. září 2010 Valdice), známý také jako „Lesní vrah“, byl český sériový vrah, který v roce 2005 v lesním porostu zastřelil tři lidi.

## Život
Narodil se ve Slaném. Vyrůstal jako nadprůměrně inteligentní dítě v rodině lékařky, otec pracoval v sekretariátu vedení NATO v Bruselu. V dětství působil tiše a nenápadně, ale uvnitř pociťoval nepochopení a osamocení. Vystudoval gymnázium ve Slaném. Vynikal v matematice a fyzice. V roce 1996 složil maturitu. Poté začal studovat zároveň na Fakultě informatiky Masarykovy univerzity v Brně a pedagogické fakultě Jihočeské univerzity v Českých Budějovicích. Spolužáci jej popisovali jako zamlklého, uzavřeného samotáře. Žádnou z vysokých škol nedokončil. Opustil práci u policie a studium na policejní akademii. Nakonec opustil i zaměstnání řidiče tramvaje. Nepracoval, žil z úspor v bytě svého otce ve Slaném. V březnu roku 2004 vyhrál ve vědomostní soutěži Chcete být milionářem? 320 000 Kč. Za část těchto peněz si legálně pořídil dvě zbraně Glock 34 a zásoby střeliva. V této době již trpěl depresemi, bloudil po noční Praze, po Nuselském mostě s úmyslem spáchat sebevraždu. Skočit se ale neodvážil. Kalivoda se velmi zajímal o Olgu Hepnarovou, která v roce 1973 najela nákladním vozem do shluku lidí na tramvajové zastávce. Začal vymýšlet vlastní plán na zabíjení. Chtěl střílet v pražském metru na trase C. Několikrát jel v metru s pistolí schovanou za novinami, ale k činu nenašel odvahu. Na podzim roku 2004 na pastvině v jižních Čechách střílel na krávy, aby posílil svoje odhodlání.

## Vraždy
Vraždy Kalivoda ve svých představách plánoval přes rok. Dne 13. října 2005 se Kalivoda rozhodl proměnit své představy v realitu. Toho dne zastřelil v lese u obce Nedvědice Františka a Emílii Ludvíkovy. Oběti byly zasaženy do hrudi a podruhé z blízkosti do hlavy. O tři dny později, 16. října, zastřelil v lese u Malíkovic kladenského podnikatele Jaroslava Lendóciho, který byl na procházce se psem. Všechny oběti byly zastřeleny zbraní ráže 9 mm typu Glock. Svědci poblíž místa činu viděli zaparkovaný tmavě modrý Opel a „podezřelého“ mladého muže (v houbařské sezoně v lese bez košíku). Policie brzy vytipovala majitele zbraně. Byl jím Viktor Kalivoda ze Slaného. Jeho matka měla tmavý Opel.
Dne 20. října byl ráno zatčen ve Slaném před panelovým domem, kde bydlel. Kalivoda vyšel z domu s velkou sportovní taškou. Nestavěl se na odpor. V tašce byly náboje a zbraň – pistole Glock 34. Úplně klidně přiznal: „Ano, byl jsem to já“, jak popsal plk. Michal Mazánek. Kalivoda na místech činu zanechával mnoho stop, jako by si přál, aby byl dopaden. Jeho oběti neměly mezi sebou žádnou spojitost ani vazbu na něj. Při výslechu byl Kalivoda apatický, neprojevoval lítost a neprozradil, co bylo jeho motivem. Nespolupracoval s psychology ani s obhájcem.
Z posudku psychologa bylo vyhodnoceno: „U pachatele bylo zjištěno vysoké IQ (130) v pásmu vysokého nadprůměru. Ale využití tohoto potenciálu je v jeho případě minimální. Chybí schopnost empatie. Osobnost pachatele je uzavřená s rysy emoční zploštělosti, nízké sebedůvěry, podrážděnosti a egocentričnosti. Je nepřizpůsobivý s nezájmem o okolí. Nebyla zjištěna závažnější duševní porucha a rozpoznávací i ovládací schopnosti byly vzhledem ke stíhané trestné činnosti zachovány.“

## Soud a smrt
Kalivoda před soudy nejdříve o svých důvodech vůbec nemluvil. Nakonec odpověděl, že ho to prostě jen napadlo. Soudci dali Kalivodovi před dubnovým vynesením rozsudku třikrát možnost vyjádřit se ke všem skutkům a případně projevit lítost. Ten toho však nijak nevyužil, mlčení porušil až u odvolacího soudu. Promluvil o motivech a důvodech hrůzných činů. Pohnutku k vraždění mu dal údajně vnitřní hlas vražedkyně Olgy Hepnarové. Dne 16. dubna 2006 byl Viktor Kalivoda podle § 219 trestního zákona odsouzen na doživotí. Dne 26. září 2010 spáchal ve valdické věznici sebevraždu – údajně se podřezal. V roce 2024 byl na motivy vražd v českých kinech promítán film s názvem Lesní vrah.